# ㆌ
ㆌ는 옛 한글 모음들 중에 하나로, 'ㅠ'와'ㅣ'를 합친 듯한 발음이다. 과거에는 이 글자가 쓰였으나, 현대에는 쓰이지 않는다.